# Caeneressa horishana
Caeneressa horishana là một loài bướm đêm thuộc phân họ Arctiinae, họ Erebidae.